# کنمار
کنمار (به لاتین: Kenmare) یک منطقهٔ مسکونی در جمهوری ایرلند است که در شهرستان کری واقع شده است. کنمار ۲٬۳۷۶ نفر جمعیت دارد و ۸ متر بالاتر از سطح دریا واقع شده است.